# Icsikava Kon
Icsikava Kon (Ichikawa Kon) (Mie, 1915. november 20. – Tokió, 2008. február 13.) kétszeres BAFTA-díjas japán filmrendező.

## Élete
Kereskedelmi iskolát végzett Oszakában.
1933-1937 között egy rajzfilmstúdióban dolgozott. 1937-1946 között rendezőasszisztens volt. 1946-tól bábfilm-, 1948-tól pedig játékfilmrendező volt.

## Magánélete
1948-ban feleségül vette Vada Nattót.

## Filmjei
- Egy lány a Dojo templomnál (1946)
- 1001 éjszaka a Tohóval (1947)
- 365 éjszaka (1948)
- Vég nélküli szenvedély (1949)
- Üldözés virradatkor (1950)
- A szerető (1951)
- Pu úr (1953)
- Egy milliárdos (1954)
- A szív (1954)
- A büntetés szobája (1956)
- Biruma no tategoto[10] (1956)
- A tohokui férfiak (1956)
- Gyújtogatás (1958)
- Tüzek a síkságon (1959)
- A kulcs (1959)
- Boncsi (1960)
- A fivér (1960)
- Egy asszony testamentuma (1960)
- A bűn (1961)
- Nem könnyű kettőnek lenni (1962)
- A színész bosszúja (1963)
- Magányosan a Csendes-óceánon (1963)
- A tokiói olimpia (1964)
- Gendzsi szerelmei (1965-1966)
- Kiotó (1969)
- Szeisun (1970)
- Újra szeretni (1971)
- Vándorlók (1973)
- Így látták ők (1973)
- Macska vagyok (1975)
- Az Inugami család (1976)
- Az ördög szigete (1977)
- A méhkirálynő (1978)
- Bioin-zaka no Kubikukuri no le (1979)
- Koto, a régi város (1980)
- A Makioka nővérek (1983)
- A burmai hárfa (1985)
- Hold hercegnő (1987)
- A filmszínésznő (1987)
- Fusza (1993)
- A negyvenhét ronin (1994)
- Nyolc sírbolt faluja (1996)
- Doraheita (1999)

## Díjai és jelölései
- Oscar-díj a legjobb idegen nyelvű filmnek jelölés (Biruma no tategoto)
- BAFTA-díj (1966)